# Frisco (Kolorado)
Frisco – miasto w Stanach Zjednoczonych, w stanie Kolorado, w hrabstwie Summit.